# Medina của Sousse
Medina của Sousse là một khu phố cổ Medina ở Sousse, thuộc tỉnh Sousse, Tunisia. Nó được công nhận là Di sản thế giới từ năm 1988 như là một ví dụ điển hình về kiến trúc Hồi giáo thời kỳ đầu ở Maghreb. Nó bao gồm Kasbah, các công sự và Đại giáo đường Sousse. Medina của Sousse ngày nay còn là nơi có Bảo tàng Khảo cổ Sousse.

## Lịch sử
Medina của Sousse nằm ở Sahel Tunisia góp phần tạo thành một khu vực khảo cổ học nổi bật. Điều này chủ yếu là do nó được xây dựng vào thời kỳ đầu của nền văn minh Hồi giáo, khiến nó trở thành một trong những nơi được xây dựng sớm nhất sau những cuộc xâm lược của người Hồi giáo ở Maghreb.

## Hình ảnh

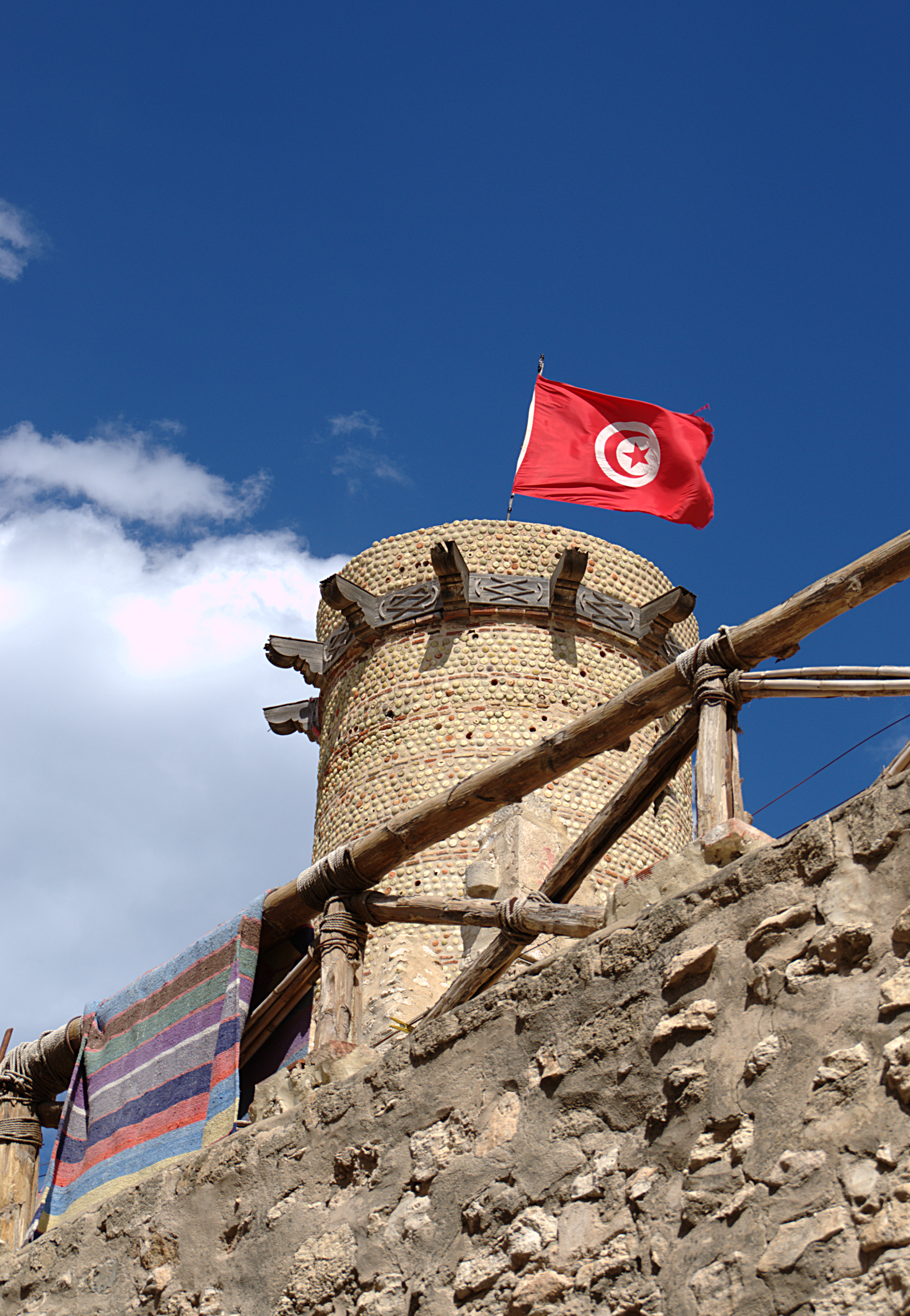
Tháp của thành phố Sousse
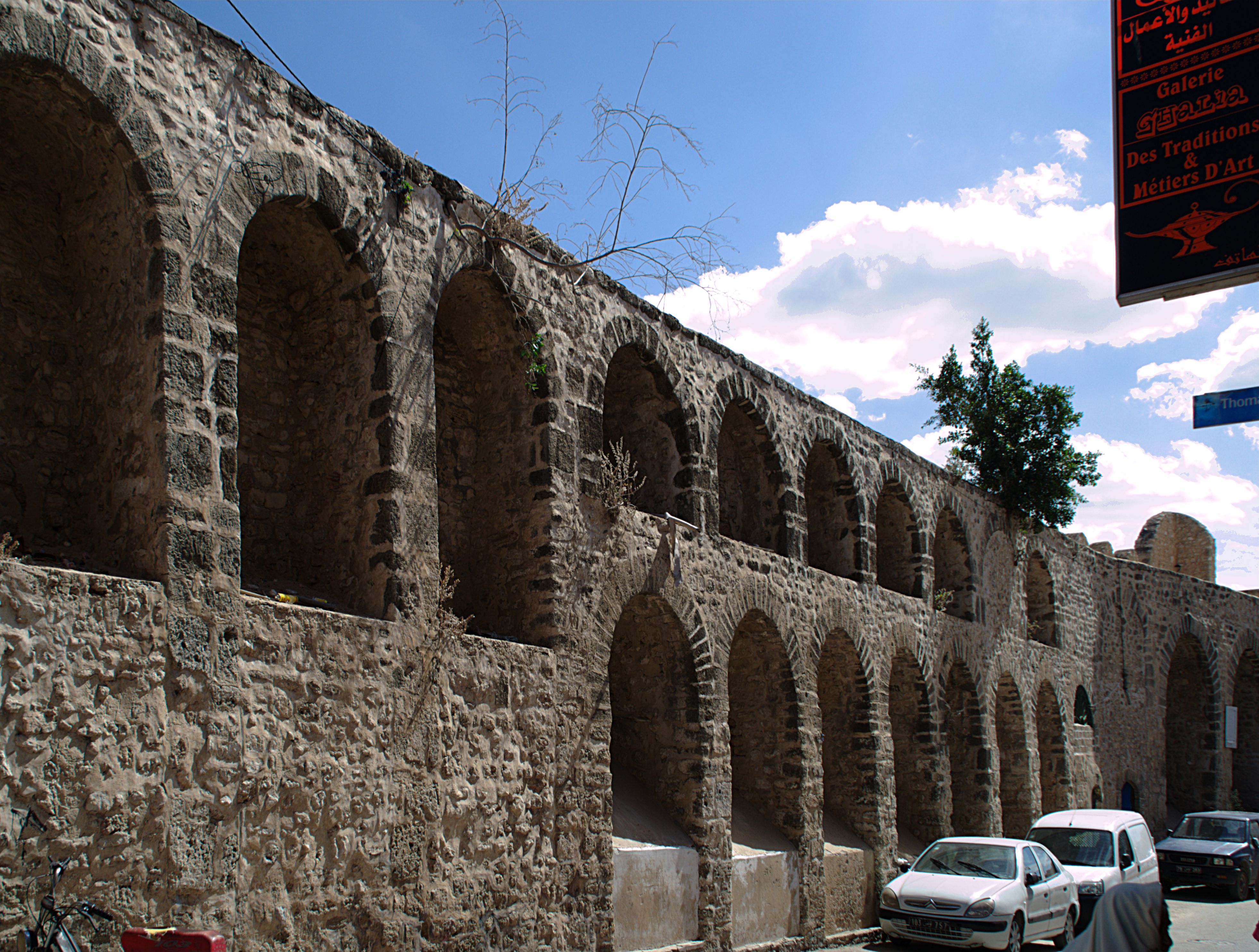
Bức tường của Medina
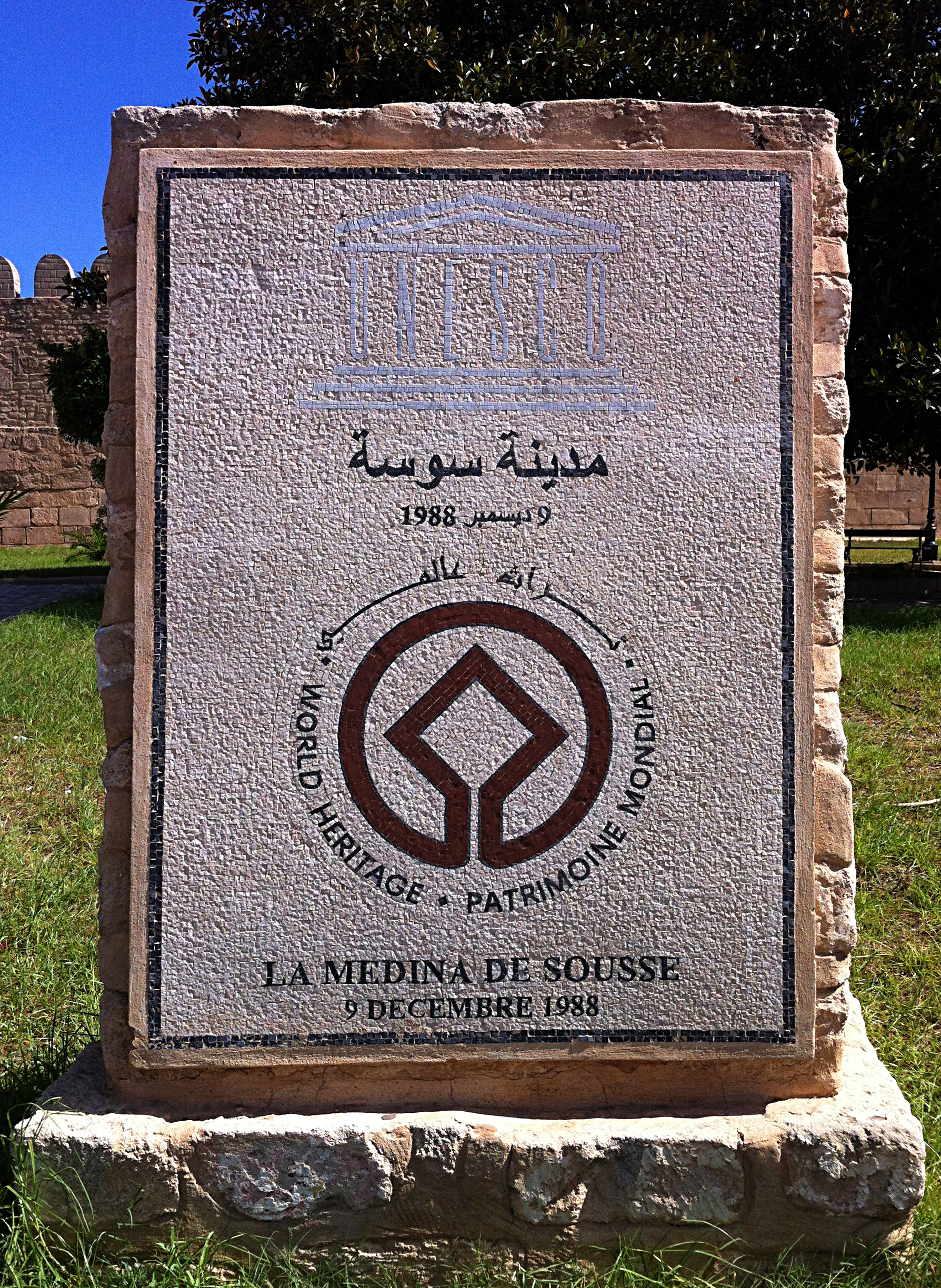
Biểu tượng Di sản thế giới của UNESCO tại Medina
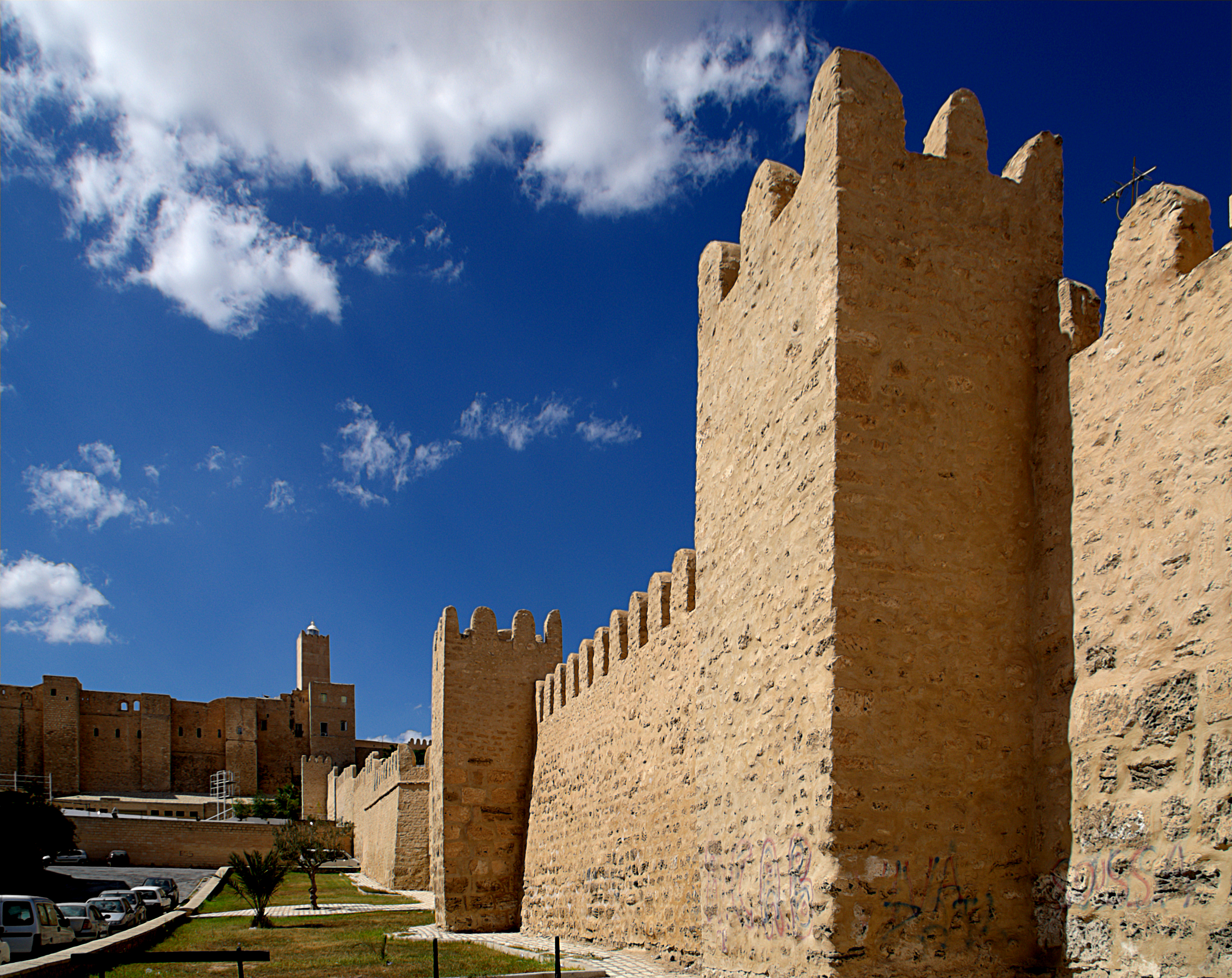
Bức tường của Medina
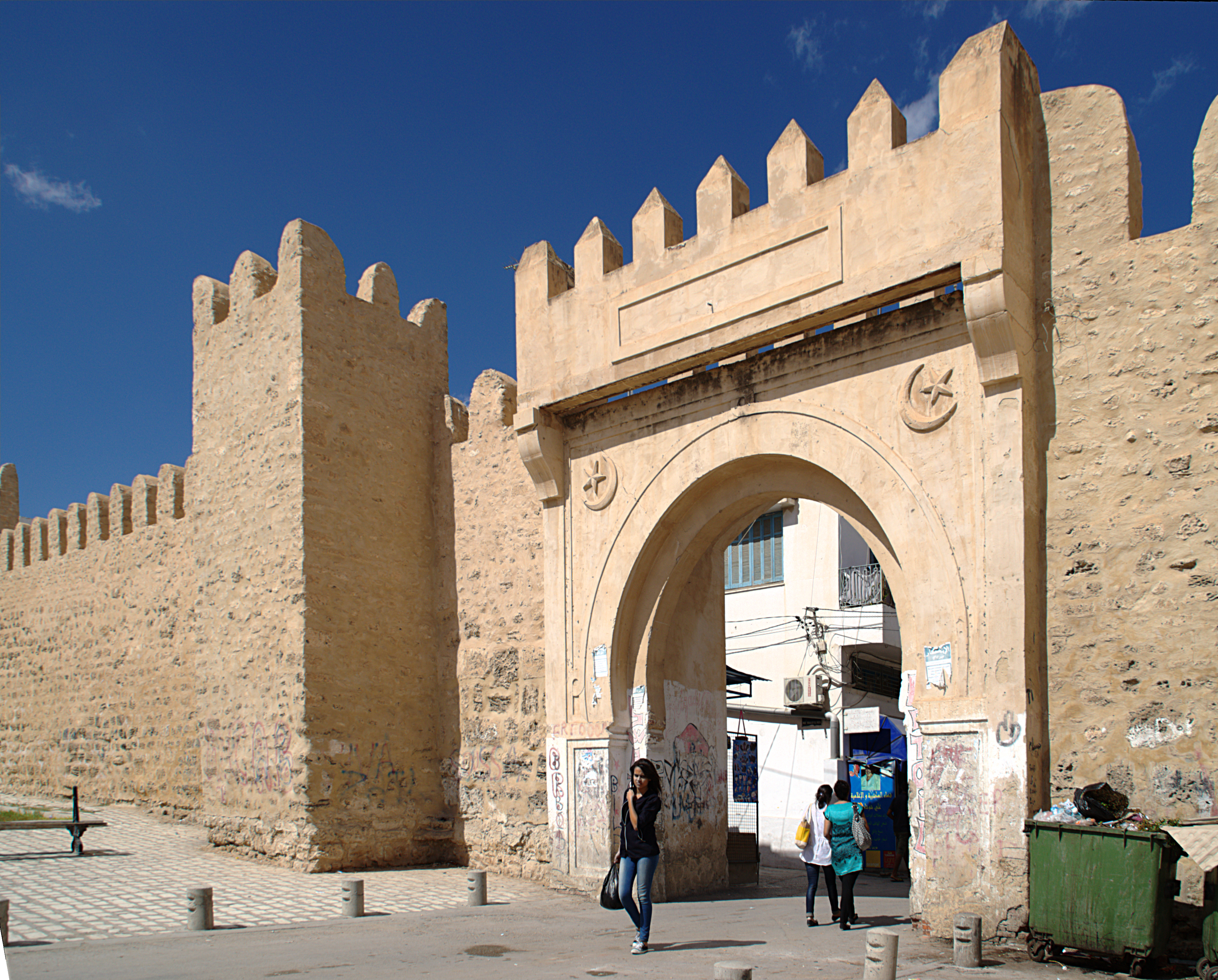
Một trong những cổng của Medina
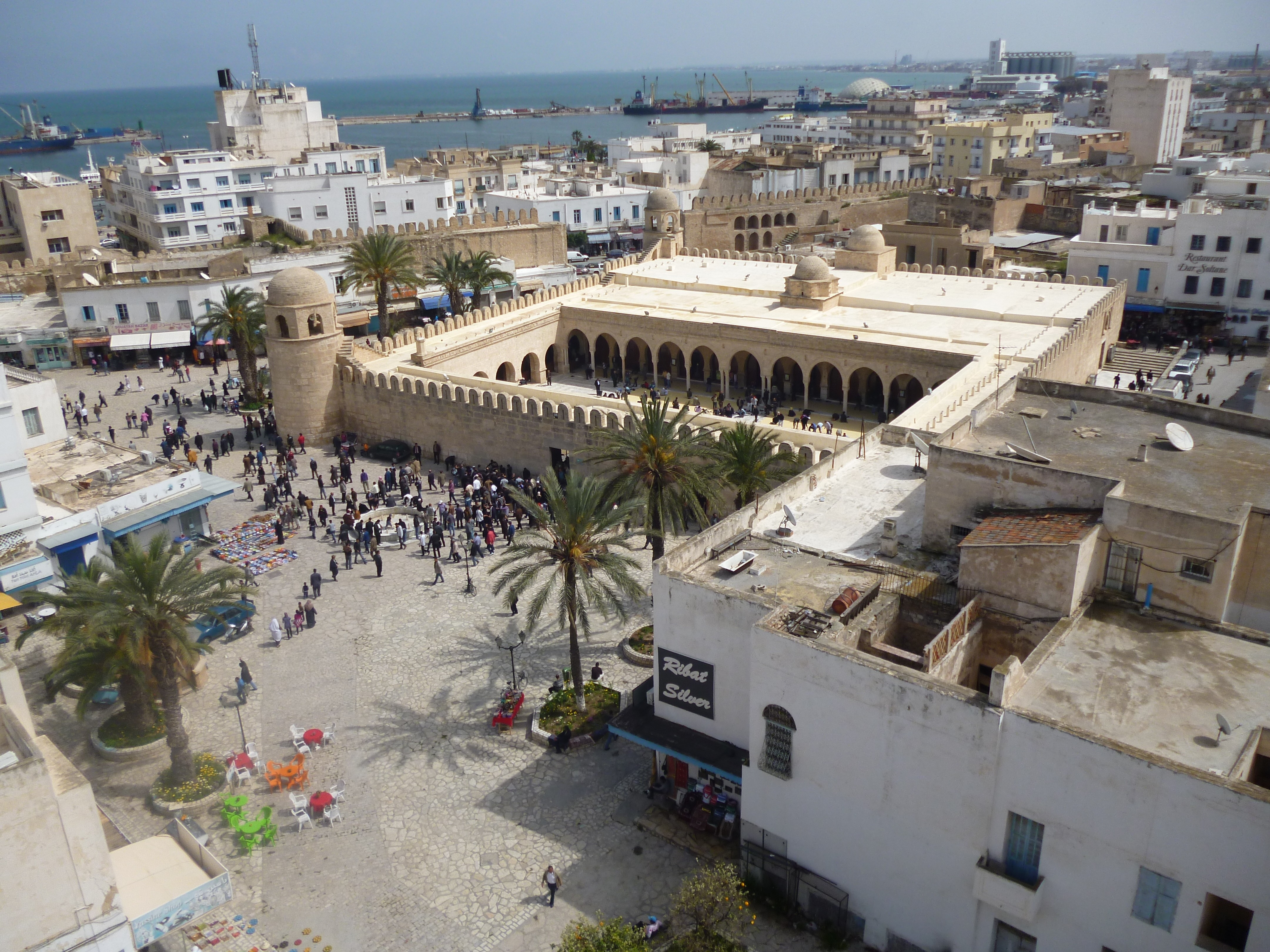
Đại giáo đường, Medina của Sousse
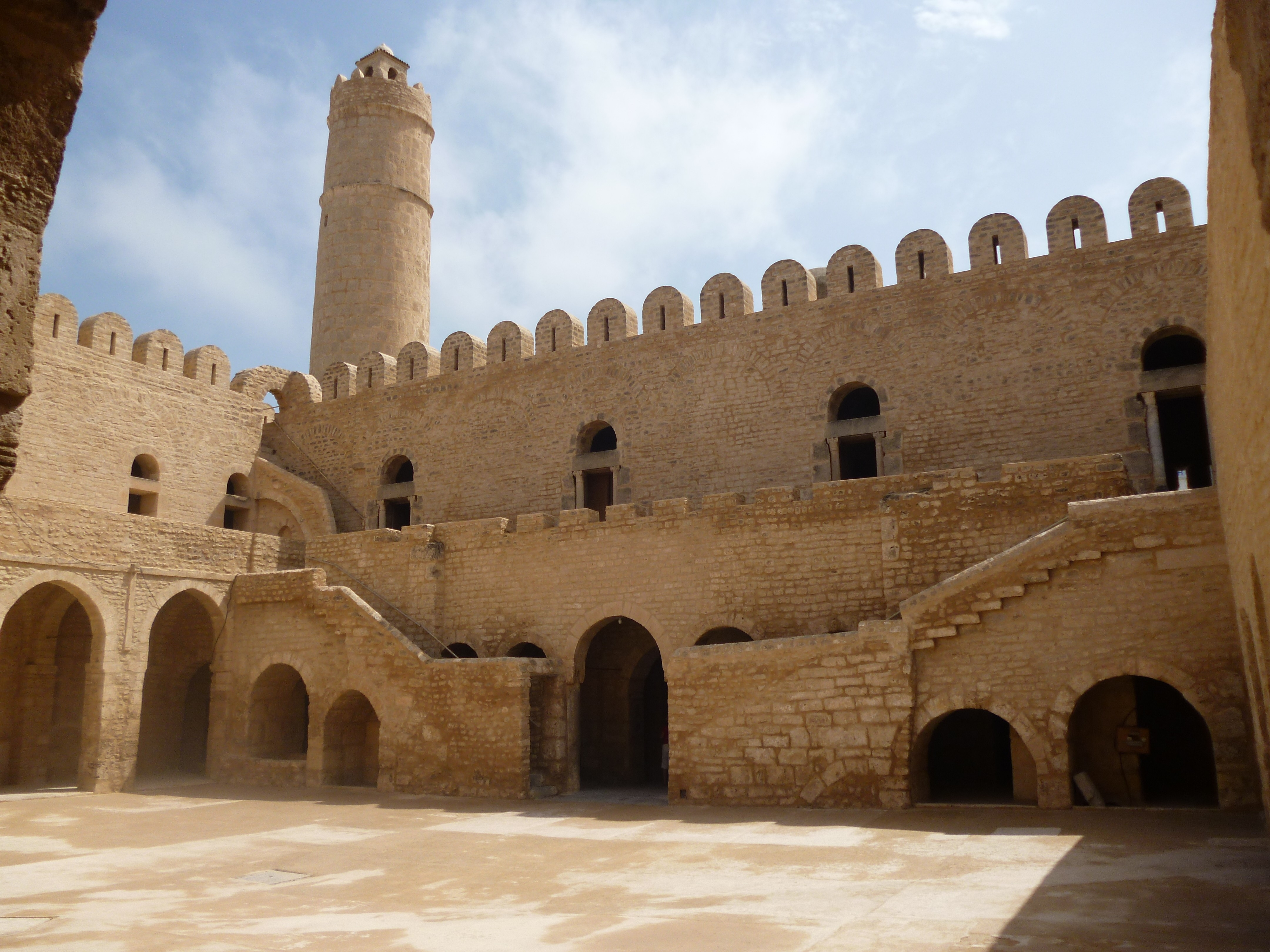
Ribat, Medina của Sousse